# Taphozous georgianus
Taphozous georgianus is een vleermuis uit het geslacht Taphozous.

## Kenmerken
Net als andere schedestaartvleermuizen heeft deze soort een puntig gezicht en brede oren. De ogen zijn groot. De rug is bruin, de onderkant wat grijzer. Ook het gezicht is bruin. De kop-romplengte bedraagt 75 tot 89 mm, de voorarmlengte 66 tot 75 mm, de oorlengte 17 tot 24 mm en het gewicht 19,5 tot 51 g.

## Leefwijze
Het dier slaapt alleen of in kleine groepen in grotten of mijnschachten en eet insecten (vooral kevers), die op de vleugel worden gevangen. Boven de vegetatie of water vliegt deze soort. In november of december wordt een enkel jong geboren.

## Verspreiding
Deze soort komt voor in Noord-Australië, van Carnarvon (West-Australië) tot de kust van Queensland. De spitsneusgrafvleermuis (Taphozous troughtoni), een zeldzame soort uit Noordwest-Queensland, wordt soms ook tot T. georgianus gerekend.